# Circuit urbain d'Adélaïde
Cet article concerne le circuit de Formule 1 situé à Adélaïde. Pour le circuit de Formule Tasmane et ATCC situé à Virginia, voir circuit d'Adélaïde.

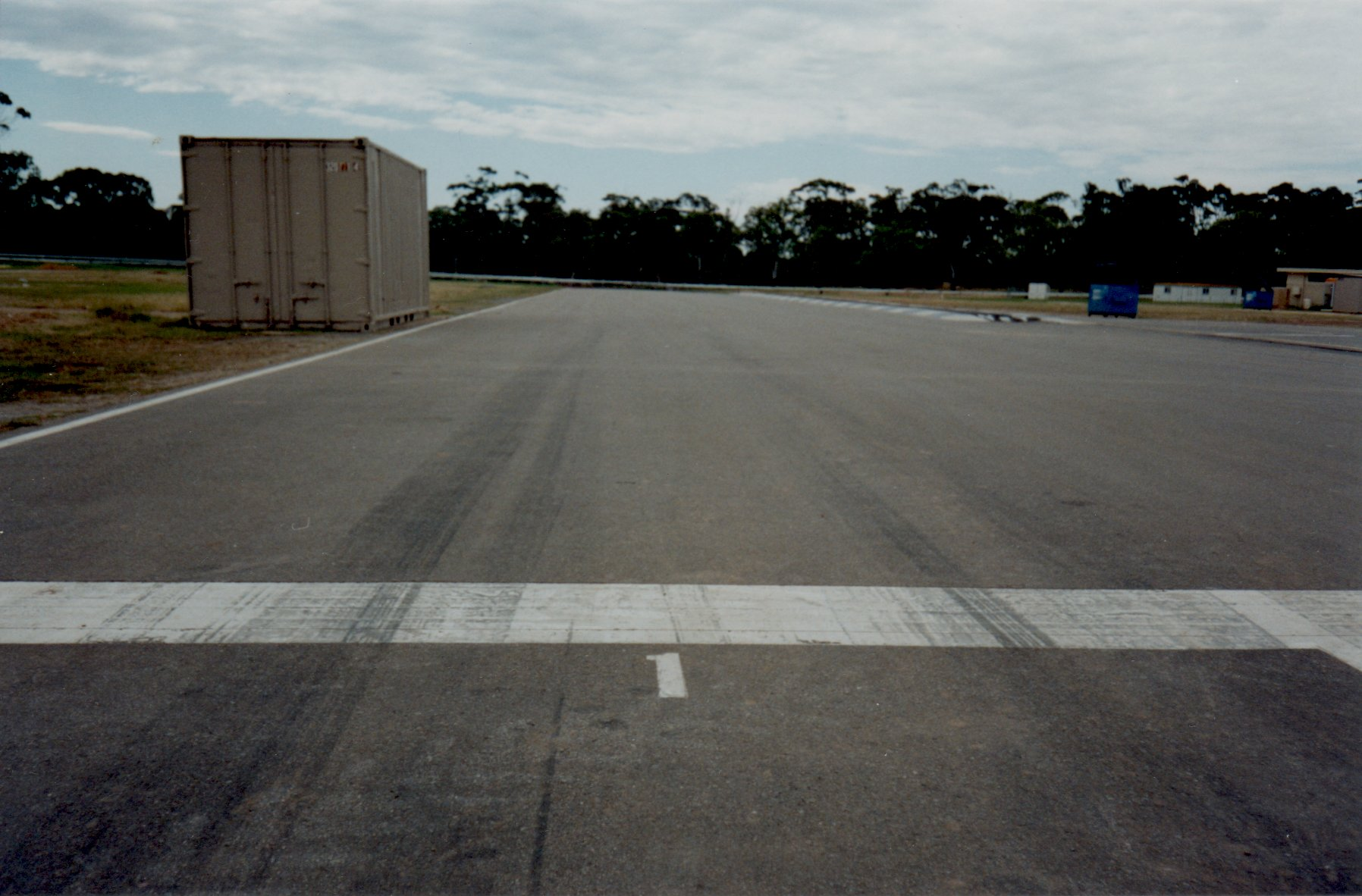
Départ du circuit.

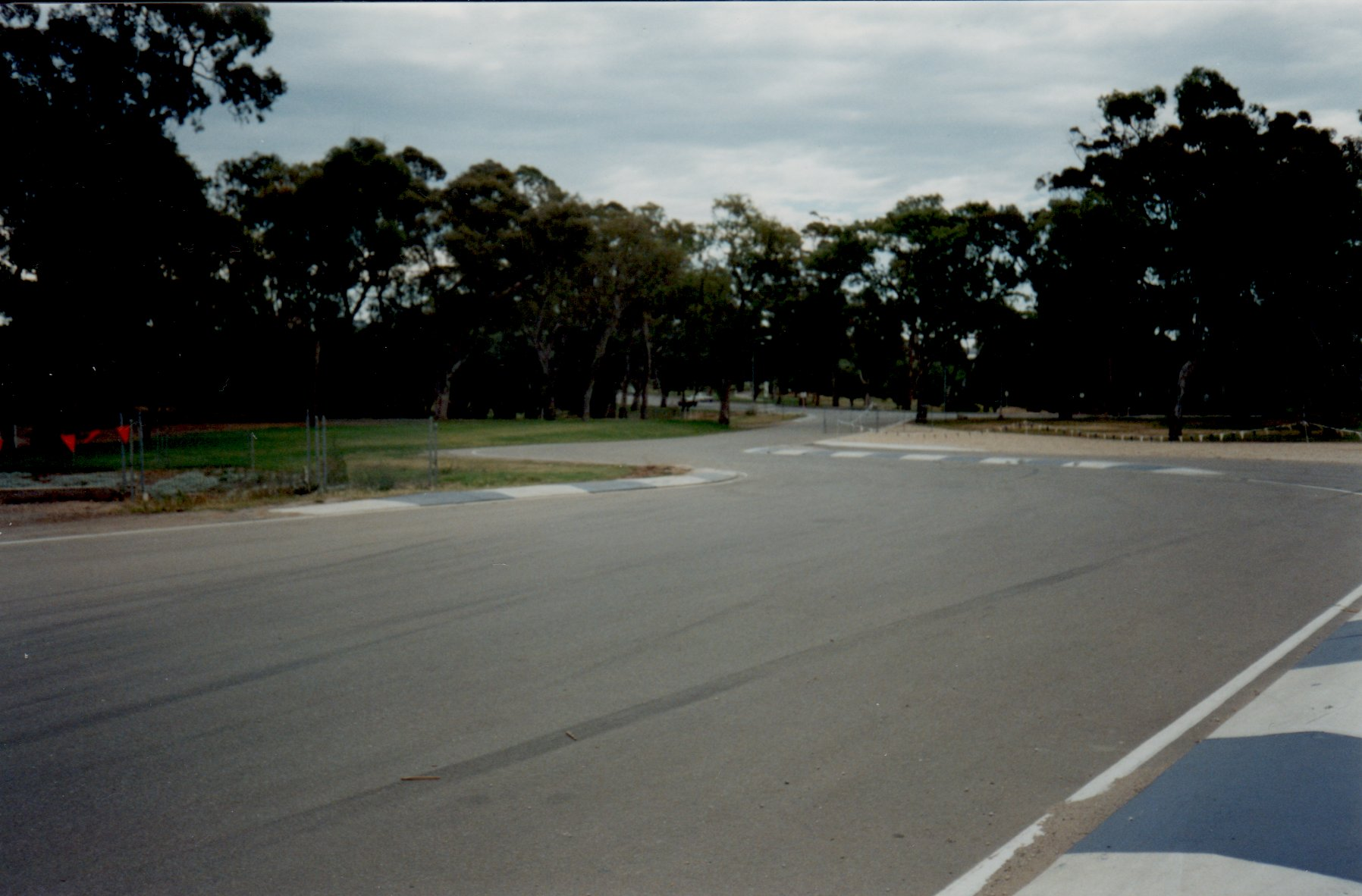
La chicane Senna vue de la pit-lane.

Le Circuit urbain d'Adélaïde est un circuit temporaire tracé dans les rues du quartier d'affaires de la ville d'Adélaïde dans le sud de l'Australie.
Ce tracé a accueilli 11 Grands Prix d'Australie de Formule 1 de 1985 à 1995.
La 12e et dernière épreuve d'ALMS (American Le Mans Series) saison 2000 fut également couru sur ce circuit, sur une distance de 1 000 km le 31 décembre. 
Depuis 1999, ce circuit reçoit une épreuve de V8 Supercars appelée Adelaïde 500, mais sur une variante de tracé plus courte. Ces épreuves sont courues en 2 courses de 250 km.
Les voitures tournent dans le sens des aiguilles d'une montre.

## Championnat du monde de Formule 1
| Année | Vainqueur       | Écurie           | Résultats |
| 1985  | Keke Rosberg    | Williams-Honda   | Résultats |
| 1986  | Alain Prost     | McLaren-TAG      | Résultats |
| 1987  | Gerhard Berger  | Ferrari          | Résultats |
| 1988  | Alain Prost     | McLaren-Honda    | Résultats |
| 1989  | Thierry Boutsen | Williams-Renault | Résultats |
| 1990  | Nelson Piquet   | Benetton-Ford    | Résultats |
| 1991  | Ayrton Senna    | McLaren-Honda    | Résultats |
| 1992  | Gerhard Berger  | McLaren-Honda    | Résultats |
| 1993  | Ayrton Senna    | McLaren-Ford     | Résultats |
| 1994  | Nigel Mansell   | Williams-Renault | Résultats |
| 1995  | Damon Hill      | Williams-Renault | Résultats |

En 1996, ce circuit fut délaissé au profit de celui d'Albert Park au sud de Melbourne.

## V8 Supercars
| Année | Vainqueur           | Marque | Modèle       |
| 1999  | Craig Lowndes       | Holden | Commodore VT |
| 2000  | Mark Skaife         | Holden | Commodore VT |
| 2001  | Jason Bright (en)   | Holden | Commodore VX |
| 2002  | Mark Skaife         | Holden | Commodore VX |
| 2003  | Mark Skaife         | Holden | Commodore VY |
| 2004  | Marcos Ambrose      | Ford   | Falcon BA    |
| 2005  | Marcos Ambrose      | Ford   | Falcon BA    |
| 2006  | Jamie Whincup       | Ford   | Falcon BA    |
| 2007  | Rick Kelly          | Holden | Commodore VE |
| 2008  | Jamie Whincup       | Ford   | Falcon BF    |
| 2009  | Jamie Whincup       | Ford   | Falcon FG    |
| 2010  | Garth Tander        | Holden | Commodore VE |
| 2011  | Jamie Whincup       | Holden | Commodore VE |
| 2012  | Will Davison        | Ford   | Falcon FG    |
| 2013  | Shane van Gisbergen | Holden | Commodore VF |
| 2014  | James Courtney      | Holden | Commodore VF |
| 2015  | James Courtney      | Holden | Commodore VF |
| 2016  | Nick Percat         | Holden | Commodore VF |
| 2017  | Shane van Gisbergen | Holden | Commodore VF |
| 2018  | Shane van Gisbergen | Holden | Commodore ZB |
| 2019  | Scott McLaughlin    | Ford   | Mustang GT   |
| 2020  | Scott McLaughlin    | Ford   | Mustang GT   |

## ALMS
| Année | Pilote 1        | Pilote 2     | Marque | Modèle |
| 2000  | Rinaldo Capello | Allan McNish | Audi   | R8     |